# Солов'їна вулиця (Київ)
Солов'ї́на ву́лиця — вулиця в Голосіївському районі міста Києва, селище Пирогів. Пролягає від Лауреатської вулиці до кінця забудови. 
Прилучаються вулиці Фіалкова та Ставкова.

## Історія
Вулиця виникла в 1-й половині XX століття як вулиця без назви. Сучасна назва — з 1957 року.